# Вондзверт-роуд (станція)
51°28′12″ пн. ш. 0°08′18″ зх. д. / 51.47° пн. ш. 0.1384° зх. д.
Вондзверт-роуд (англ. Wandsworth Road) — станція Південнолондонської лінії London Overground та Southeastern National Rail, розташована у Клепгемі, боро Ламбет, Великий Лондон за 3.1 км від станції Лондон-Вікторія. Станція розташована у 2-й тарифній зоні. Пасажирообіг на 2018 рік — 0.780 млн. осіб

## Конструкція
Наземна, відкрита з двома прямими береговими платформами.

## Історія
- 1 березня 1863: відкриття двох платформ станції у складі London, Chatham and Dover Railway;
- 1 травня 1866: відкриття трьох додаткових платформ;
- 3 квітня 1916: колишні залізничні платформи London Chatham & Dover Railway закрито

## Пересадки
- Пересадки на автобуси London Buses маршрутів: 77, 87, 452  та нічний маршрут N87.

## Послуги
Один раз на день потяги курсують до/з Ешфорд-Інтернешнл, а також один рано вранці та один пізній вечірній рейс до/з Баттерсі-парк. 
| Попередня станція | Лінія | Лінія                                      | Лінія                 | Наступна станція         |
| ----------------- | ----- | ------------------------------------------ | --------------------- | ------------------------ |
| Клепгем-хай-стріт |       | London Overground Південнолондонська лінія |                       | Клепгем-джанкшен Кінцева |
| Клепгем-хай-стріт |       | London Overground Південнолондонська лінія | Баттерсі-парк Кінцева |                          |
| Клепгем-хай-стріт |       | National Rail Southern                     |                       | Лондон-Вікторія          |